# Animoca Brands
Animoca Brands es una empresa de software de juegos con sede en Hong Kong y una empresa de capital riesgo fundada en 2014 por Yat Siu. La empresa desarrolla y distribuye juegos y aplicaciones free-to-play. Se centra en la concesión de licencias de marcas conocidas, blockchain e inteligencia artificial. 

## Historia

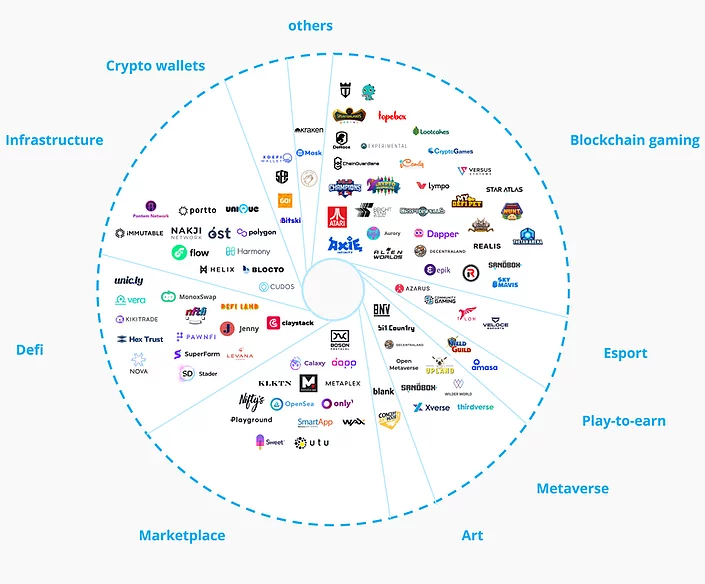
inversiones

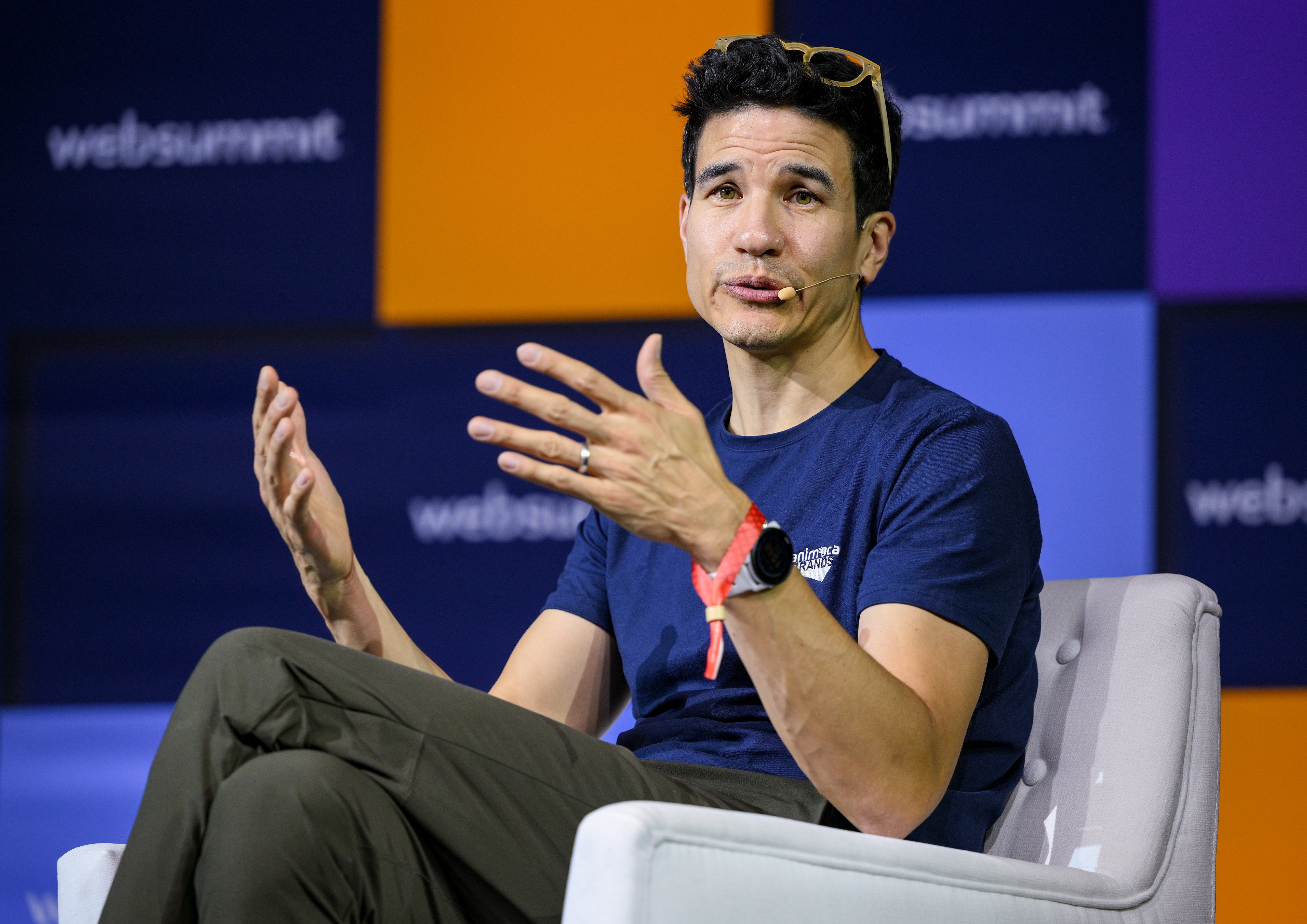
Robby Yung, CEO of Animoca Brands

Animoca Brands se fundó en 2014 en Hong Kong.
En enero de 2015, Animoca Brands empezó a cotizar en la Bolsa de Valores de Australia (ASX) con el símbolo AB1. En febrero de 2015, Animoca alcanzó los 116 millones de descargas de sus juegos En junio de 2015, Ourpalm invirtió 3,1 millones de dólares en acciones de Animoca, abriéndola al mercado chino.
En julio de 2016, Animoca adquirió Ticbits, y con ella el juego Crazy Kings (el predecesor de Crazy Defense Heroes), por 2,35 millones. En agosto de 2018, Pixowl, el desarrollador de The Sandbox fue adquirido por unos 4,9 millones de dólares.
En junio de 2018, la cofundadora de Kabam, Holly Liu, se unió a Animoca como miembro del consejo. En octubre de 2018, Ed Fries, fundador de Microsoft Game Studio y cofundador de Xbox fue nombrado asesor estratégico.
El 13 de mayo de 2021, Animoca recaudó 88.888.888 dólares mediante una ampliación de capital. Las nuevas acciones se vendieron a inversores institucionales a un precio de 0,86 dólares y Animoca alcanzó una capitalización bursátil de 1.000 millones de dólares.

## Videojuegos
- Power Rangers: Battle for the Grid
- The Sandbox
- NBA Top Shot
- CryptoKitties
- Crazy Defense Heroes